# 高鷲村立高鷲小学校下地分校
高鷲村立高鷲小学校下地分校（たかすそんりつ たかすしょうがっこう　しもちぶんこう）は、かつて岐阜県郡上郡高鷲村（現・郡上市）に存在した公立小学校の分校。

## 概要
- 高鷲小学校の分校であり、下地下分校とも称した。現在の郡上市高鷲町鮎立の一部が校区であった。
- 跡地は鮎走公民館となっている。

## 沿革
- 1951年（昭和26年）11月26日 - 高鷲村立高鷲小学校下地分校とし開校。高鷲村鮎立の一部（下地下・古屋・神戸）を校区とする。1・2年生のみが通学する。
- 1965年（昭和40年）10月 - 廃校。